# Inerciální udržení
Inerciální udržení je jedna z možných cest, jak přistupovat k problému získávání energie ze slučování jader atomů.
Myšlenka řízeného uvolňování fúzní energie pomocí inerciálního udržení vychází ze stejného obecného principu jako vodíková bomba – palivo je zahřáto tak rychle, že dosáhne podmínek k zapálení fúze a začne hořet předtím, než se rozletí. Setrvačnost (inerce) paliva zabraňuje jeho okamžitému úniku – zde se vzal název inerciální udržení.

## Miniexploze
Důležité je, že množství paliva musí být mnohem menší než v případě vodíkové bomby, aby energie jednotlivé „exploze“ nezničila okolní prostředí. Objem paliva je také omezen tím, kolik energie dokážeme dodat, aby se palivo dostatečně rychle zahřálo.
Na základě těchto úvah o omezení množství paliva lze odhadnout, že typické hodnoty energie uvolněné každou miniexplozí budou řádově stovky miliónů joulů. Pro srovnání, jeden kilogram benzínu obsahuje cca 40 miliónů joulu, takže by každá miniexploze odpovídala spálení asi několika kilogramů benzinu. Takové množství energie může být, díky mnohem většímu energetickému obsahu fúzního paliva, uvolněno jen z několika miligramů směsi deuteria a tritia, což v pevném skupenství představuje malou kuličku (která se nazývá terčík) s poloměrem několika milimetrů. Elektrárna, která by pracovala na principu inerciálního udržení, by měla komoru, v níž by se miniexploze neustále opakovaly, což by byl zdroj pro stálou výrobu elektrické energie.

## Podmínky pro uvolňování fúze
Fúzní reakce mají dostatečnou četnost až při teplotách vyšších než 200 miliónů °C a čistého energetického zisku lze dosáhnout, pokud násobek hustoty paliva a doby udržení energie přesáhne hodnotu přibližně 1021 atomových jader na metr krychlový krát čas v sekundách.
Doba inerciálního udržení (průměrná doba, kterou částice stráví v plazmatu) se pohybuje kolem několika desetin z miliardtiny sekundy, takže hustota plazmatu musí dosáhnout 1032 jader na kubický metr..
Termín zapálení se používá při fúzi jak s magnetickým udržením, tak s inerciálním udržením, ovšem s poněkud rozdílným výrazem. Při magnetickém udržení jde o dosažení ustálených podmínek fúzního hoření a o zapálení mluvíme, pokud ohřev plazmatu stačí k stálému udržení extrémní teploty. Inerciální fúze má v principu pulzní charakter a zapálení nastane, pokud terčík začne hořet směrem od centrální horké oblasti ven.

### Stlačení terčíku
Pro inerciální fúzi je potřeba stlačit palivo v pevném skupenství na velmi vysokou hustotu.
Pevné látky a kapaliny jsou obvykle považovány za nestlačitelné. Není běžná představa, že by bylo možné je výrazně stlačit. Stlačení je nicméně reálné, pokud na terčík působí dostatečně mohutný tlak. Experimentální výsledky ukazují, že deuteriové terčíky lze stlačit až na hustoty odpovídající tisícinásobku normální hodnoty. .
Postupem ke stlačení terčíku je intenzivní ohřev celého jeho povrchu, který vede k nesmírně rychlému odpařování. Uvolňované horké plyny se odrážejí od dosud pevného povrchu, na který tím působí obrovskou reaktivní silou podobně jako raketové motory. Pokud by byl terčík zahříván jen v jednom směru, vystřelil by v opačném směru. Jestliže je ovšem terčík zahříván rovnoměrně ze všech stran, mohou stejné síly vytvořit potřebný tlak, asi sto miliónkrát převyšující tlak atmosférický., takže se terčík skutečně stlačí.